# Династија Сфорца
Династија Сфорца је била владајућа династија у ренесансној Италији, са центром у Милану. Владали су Миланским војводством након пада Висконтија средином 15. века, све до 1535. године, односно до смрти последњег мушког припадника династије.  

## Историја
Ванбрачни син чувеног кондотијера Муција Атендола, познатог по надимку Силни, Франческо I Сфорца владао је Миланом, носећи титулу војводе од 1450. до 1466. године. Он се 1441. године оженио ћерком и једином наследницом последњег миланског војводе из династије Висконтија, Филипа Марија Висконтија. На основу овог брака Сфорце су полагале право на милански престо. Породица је такође држала Пезаро још од времена владавине Александра Сфорце (1409-1473), па све до смрти Констанца II Сфорце 1512. године. Муциов трећи син, Бозио (1411-1476), основао је грану Санта Фјора, који су носили титулу грофова Котињола. Сфорце су владале малим делом Италије на северу Тоскане све до 1624. године. Чланови династије заузимали су високе политичке и црквене положаје у Папској држави. Селидбом у Рим 1674. године, узимају име Сфорца Чезарини. Сфорце су покушале да се ороде са породицом Борџија браком између Лукреције Борџије и Ђованија (нелегитимног сина Констанца I од Пезара). Брак није закључен, јер Сфорцама он више није био од користи, те су планови напуштени 1497. године. У време Италијанских ратова, војска француског краља Луја XII је 1499. године заузела Милано од Лудовика Сфорце (патрона Леонарда да Винчија). Када су немачке трупе избациле француске, Максимилијано Сфорца, Лудовиков син, постао је војвода (1512-1515), све док се Французи под Франсоом I нису вратили и утамничили га. Карло V је 1521. године ослободио Милано од Француза и вратио Сфорце на престо. На њега се попео Франческо II Сфорца. Он је владао Миланом све до смрти 1535. године. Умро је без деце, те је Војводство припало цару. Он га је препустио своме сину Филипу II 1540. године, када отпочиње шпанска управа над Миланом. 

## Војводе Милана из династије Сфорца
- Франческо I, 1450–1466
- Галеацо Марио, 1466–1476
- Ђано Галеацо, 1476–1494
- Лудовико, 1494–1499
- Максимилијано, 1513–1515
- Франческо II, 1521–1535

## Владари Пезара и Градаре из династије Сфорца
- Александро, 1445–1473
- Констанцо I, 1473–1483
- Ђовани, 1483–1500 and 1503–1510
- Констанцо II, 1510–1512
- Галеацо, 1512